# ویاچسلاف لمشف
ویاچسلاف لمشف (روسی: Вячеслав Иванович Лемешев؛ ۳ آوریل ۱۹۵۲ – ۲۷ ژانویهٔ ۱۹۹۶) بوکسور اهل اتحاد جماهیر شوروی سوسیالیستی بود.